# Chushur (arrondissement)
Chushur Dzong, Chinees: Qüxü Xian is een arrondissement in de stadsprefectuur Lhasa in de Tibetaanse Autonome Regio, China. Het ligt ten westen van het centrum van Lhasa. In 1999 telde het arrondissement 32.150 inwoners. Het heeft een oppervlakte van 1680 km². De gemiddelde jaarlijkse temperatuur is 5 °C en jaarlijks valt er gemiddeld 400 mm neerslag. Door Chushur loopt de nationale weg G318.

China National Highway 318 tussen Chushur en Tölung Dechen